# José Juan Vázquez
José Juan Vázquez Gómez (Celaya, 1988. március 14. –) a mexikói válogatott labdarúgója, 2018-tól kezdve a Santos Laguna játékosa. Négyszeres mexikói bajnok.

## Pályafutása

### Klubcsapatokban
A mexikói első osztályban 2012. július 3-án mutatkozott be a Club León színeiben. A Leónnal kétszer is bajnokságot nyert (2013 Apertura, 2014 Clausura), majd a Guadalajara játékosa lett. Új klubjával megnyerte a 2017 Clausura bajnokságot is. 2018 elejétől kezdve a Santos Lagunában szerepel, amellyel megnyerte a 2018-as Clausura bajnokságot.

### A válogatottban
A mexikói válogatottban először 25 évesen, 2014 januárjában lépett pályára egy Dél-Korea elleni barátságos mérkőzésen. Ezután több más barátságoson is szerepelt, majd lehetőséget kapott a 2014-es világbajnokság mindhárom csoportmeccsén is.

#### Mérkőzései a válogatottban
| Mexikó | Mexikó              | Mexikó                                         | Mexikó       | Mexikó   | Mexikó              | Mexikó                         | Mexikó | Mexikó  |
| #      | Dátum               | Helyszín                                       | Hazai        | Eredmény | Vendég              | Kiírás                         | Gólok  | Esemény |
| ------ | ------------------- | ---------------------------------------------- | ------------ | -------- | ------------------- | ------------------------------ | ------ | ------- |
| 1.     | 2014. január 29.    | San Antonio, Alamodome                         | Mexikó       | 4 – 0    | Dél-Korea           | barátságos                     | 0      | 55'     |
| 2.     | 2014. március 5.    | Atlanta, Georgia Dome                          | Mexikó       | 0 – 0    | Nigéria             | barátságos                     | 0      | 83'     |
| 3.     | 2014. május 31.     | Arlington, AT&T Stadion                        | Mexikó       | 3 – 1    | Ecuador             | barátságos                     | 0      | 46'     |
| 4.     | 2014. június 3.     | Chicago, Soldier Field                         | Mexikó       | 0 – 1    | Bosznia-Hercegovina | barátságos                     | 0      |         |
| 5.     | 2014. június 6.     | Foxborough, Gillette Stadion                   | Mexikó       | 0 – 1    | Portugália          | barátságos                     | 0      |         |
| 6.     | 2014. június 13.    | Natal, Arena das Dunas                         | Mexikó       | 1 – 0    | Kamerun             | vb-csoportkör                  | 0      |         |
| 7.     | 2014. június 17.    | Fortaleza, Estádio Castelão                    | Brazília     | 0 – 0    | Mexikó              | vb-csoportkör                  | 0      | 61'     |
| 8.     | 2014. június 23.    | Recife, Arena Pernambuco                       | Horvátország | 1 – 3    | Mexikó              | vb-csoportkör                  | 0      | 65'     |
| 9.     | 2014. szeptember 6. | Santa Clara, Levi’s Stadion                    | Mexikó       | 0 – 0    | Chile               | barátságos                     | 0      | 70'     |
| 10.    | 2014. november 12.  | Amszterdam, Amsterdam ArenA                    | Hollandia    | 2 – 3    | Mexikó              | barátságos                     | 0      | 88'     |
| 11.    | 2015. március 28.   | Los Angeles, Memorial Coliseum                 | Mexikó       | 1 – 0    | Ecuador             | barátságos                     | 0      | 73'     |
| 12.    | 2015. március 31.   | Kansas City, Arrowhead Stadion                 | Mexikó       | 1 – 0    | Paraguay            | barátságos                     | 0      | 85'     |
| 13.    | 2015. június 27.    | Orlando, Citrus Bowl                           | Mexikó       | 2 – 2    | Costa Rica          | barátságos                     | 0      | 46'     |
| 14.    | 2015. július 1.     | Houston, NRG Stadium                           | Mexikó       | 0 – 0    | Honduras            | barátságos                     | 0      |         |
| 15.    | 2015. július 12.    | Glendale, University of Phoenix Stadium        | Guatemala    | 0 – 0    | Mexikó              | CONCACAF-aranykupa, csoportkör | 0      | 67'     |
| 16.    | 2015. szeptember 8. | Arlington, AT&T Stadion                        | Mexikó       | 2 – 2    | Argentína           | barátságos                     | 0      |         |
| 17.    | 2015. november 13.  | Mexikóváros, Estadio Azteca                    | Mexikó       | 3 – 0    | Salvador            | vb-selejtező                   | 0      | 60'     |
| 18.    | 2015. november 17.  | San Pedro Sula, Estadio Olímpico Metropolitano | Honduras     | 0 – 2    | Mexikó              | vb-selejtező                   | 0      | 77'     |
| 19.    | 2019. március 26.   | Santa Clara, Levi’s Stadium                    | Mexikó       | 4 – 2    | Paraguay            | barátságos                     | 0      | 46'     |
|        | Összesen            |                                                |              | 19       | mérkőzés            |                                | 0      | gól     |

## Sikerei, díjai
Celaya
- Mexikói harmadosztály bajnok (1): 2010

Club León
- Mexikói másodosztály bajnok (1): 2012 (Clausura)
- Mexikói bajnok (2): 2013 Apertura, 2014 Clausura

CD Guadalajara
- Mexikói bajnok (1): 2017 Clausura[4]

Santos Laguna
- Mexikói bajnok (1): 2018 Clausura